# Samoa en los Juegos Olímpicos de Londres 2012
Samoa estuvo representada en los Juegos Olímpicos de Londres 2012 por ocho deportistas, cinco hombres y tres mujeres, que compitieron en seis deportes.
La portadora de la bandera en la ceremonia de apertura fue la halterófila Ele Opeloge. El equipo olímpico samoano no obtuvo ninguna medalla en estos Juegos.